# Ахтямов, Ибрагим Абусугутович
Ибрагим Абусугутович (Абуссугудович) Ахтямов (тат.  Әхтә́мов Ибраһим Әбүсогуд улы) (9 [21] мая 1880, Уфа — 14 октября 1936, Москва) — российский государственный деятель, адвокат, революционер. Один из лидеров уфимских меньшевиков. Председатель Уфимского совета рабочих и солдатских депутатов (1917 год).

## Биография

### Ранние годы

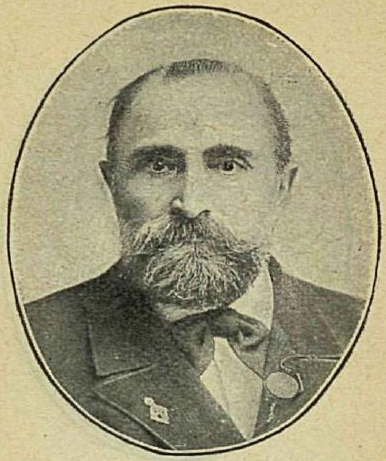
Отец Ибрагима — присяжный поверенный Абуссугуд Ахтямов

Ибрагим Ахтямов родился 9 мая 1880 года в семье дворянина-чиновника, депутата I Думы Абуссугуда Ахтямова (1843—1920).
В 1899 году Ибрагим Ахтямов окончил уфимскую гимназию и поступил на факультет восточных языков Петербургского университета. Там он проучился около года. В июле 1900 года Ибрагим подал прошение ректору о переводе на юридический факультет, но получил разрешение в октябре того же года (так как окончил гимназию не в Петербургском округе) только на перевод в Казанский университет.
В феврале 1901 года Ибрагим был исключён (без права поступления) с юридического факультета Казанского университета и выслан в Уфу за участие в студенческих беспорядках. В письме брату Ибрагим в марте 1901 года сетовал, что ему придется жить в «ненавистной» Уфе.
Уфимская ссылка Ибрагима Ахтямова оказалась недолгой. Уже в сентябре 1901 года Министерство народного просвещения разрешило ему восстановиться в Казанском университете. Впрочем, в апреле 1903 года Ибрагим был за участие в революционной деятельности повторно исключен из Казанского университета. В августе 1902 года Ибрагим Ахтямов организовал рабочий кружок в Казани. Деятельность кружка была раскрыта и, хотя никаких революционных материалов у Ибрагима не нашли, он был в декабре 1903 года выслан в Иркутск под гласный надзор полиции.
В 1903 году Ахтямов сидел в Самарской тюрьме с Иосифом Сталиным, с которым потом был отправлен к месту ссылки. В июле 1904 года Ахтямов бежал из ссылки за границу и в итоге оказался в Женеве. Там он жил под псевдонимом «Вениамин» и (по собственному признанию) примкнул к меньшевикам.

### Революция 1905—1907 годов
После Кровавого воскресения Ибрагим Ахтямов вернулся из-за границы в Россию. Он приехал в Харьков, где состоял членом комитета социал-демократов (по собственным словам, примкнул к меньшевикам) и в октябре того же года сражался на баррикадах. 29 октября Ахтямов был арестован как «нелегальный», но в декабре того же года отпущен и уехал в Уфу.
В 1906 году по партийному поручению ездил на уральские заводы и в Крым, где состоял в Крымском союзе РСДРП. Ахтямов также участвовал в издании социал-демократической газеты «Урал» (это была первая легальная социал-демократическая газета на татарском языке, которая выходила в январе — апреле 1907 года в Оренбурге при поддержке Уральского областного и Уфимского комитетов РСДРП). В 1907 году вступил в брак с Юлией Поповой, дворянкой-революционеркой.

### Межреволюционный период
В межреволюционный период Ибрагим Ахтямов окончил университет (в 1908 году). Он продолжал заниматься политикой, но уже на легальных основаниях. В 1913—1916 годах он был гласным Уфимской городской думы. В 1910 году к нему приехала в Уфу жена, Юлия Попова, вернувшись из Санкт-Петербурга, где училась на Бестужевских курсах.
В межреволюционный период Ибрагим Ахтямов активно занимался адвокатской деятельностью. Он работал помощником присяжного поверенного на политических судебных процессах в Уфе, Златоусте, Сарапуле, Самарканде и других городах.

### При Временном правительстве
Почти сразу после победы Февральской революции Ахтямов стал заниматься политической деятельностью уже от имени легализованных общественных организаций. 2 марта 1917 года Ибрагим Ахтямов стал председателем Уфимского губернского комитета общественных организаций. 2 марта 1917 года в Уфе собрание социал-демократов образовало Уфимский комитет объединенной (большевиков и меньшевиков) организации РСДРП, председателем которого также стал Ибрагим Ахтямов (до июня 1917 года). С сентября 1917 года Ибрагим Ахтямов был председателем Уфимской организации партии меньшевиков. Ибрагим Ахтямов был председателем Уфимского совета рабочих и солдатских депутатов (до августа 1917 года).
Ахтямов принял участие в политической деятельности также на общероссийском уровне. 17 марта 1917 года в Петрограде он представлял интересы мусульманских народов Уфимской губернии на первом заседании Временного центрального бюро российских мусульман. 1 мая 1917 года Ахтямов был избран в президиум Всероссийского мусульманского съезда (Москва, 1 — 11 мая 1917 года).
В 1917 году Ахтямов участвовал в мероприятиях не только мусульманской, но и социал-демократической общественности. 24 — 29 апреля 1917 года Ахтямов был в Петрограде на VII (Апрельской) Всероссийской конференции РСДРП (б). 7 — 12 мая 1917 года Ахтямов в качестве делегата с решающим голосом участвовал во Всероссийской конференции меньшевистских и объединенных организаций РСДРП.
1 июня 1917 года на общем собрании Уфимской организации РСДРП Ибрагим Ахтямов выступил в поддержку Временного правительства. Однако собрание поддержало большевиков. Тогда Ахтямов отказался от поста председателя и был 4 июня того же года отстранен от обязанности председателя Уфимского комитета РСДРП. В тот же период Ахтямов отходит от мусульманского движения. 8 июня 1917 года на заседании исполнительного комитета Всероссийского мусульманского съезда в Петрограде огласили телеграмму от Ахтямова, в котором были следующие строки:

Избрание меня в Совет состоялось вопреки моему категорическому отказу. По принципиальным основаниям принять его не могу
Всероссийский мусульманский съезд вывел Ахтямова из своего состава.
14 июля 1917 года Ахтямов стал председателем меньшевистской фракции уфимской организации РСДРП, а в сентябре того же года возглавил самостоятельную уфимскую организацию меньшевистской партии (к тому времени меньшевиков фактически выгнали из РСДРП).

### В период Октябрьской революции и Гражданской войны
Октябрьскую революцию Ибрагим Ахтямов не поддержал. 26 октября 1917 года он заявил, что меньшевики не будут принимать участие в работе новой власти.
Ибрагим Ахтямов баллотировался во Всероссийское учредительное собрание от партии меньшевиков (по двум округам), но избран не был. Ибрагим Ахтямов вновь стал заниматься адвокатской деятельностью. После ухода РККА из Уфы в 1918 году Ахтямов был членом эсеро-меньшевистского Временного комитета Уфимской городской думы, который управлял городом.
В период Гражданской войны Ахтямов был участником Уфимского государственного совещания (сентябрь 1918 года), а в 1919 году ушел с белыми в Петропавловск. Там он в 1920 году работал в Киргизской секции Петропавловского уездного исполкома Петропавловского Совета рабочих депутатов.

### При советской власти
В 1921 году Ахтямов и его жена были вызваны М. И. Калининым в Москву, где Ибрагим встретился с И. В. Сталиным. В дальнейшем он до самой смерти работал юристом. В 1921—1923 годах Ибрагим Ахтямов был юристом в Центральном союзе потребительских обществ СССР в Москве, а с 1923 года являлся членом Московской городской коллегии защитников. Умер Ахтямов после болезни 14 октября 1936 года в Москве (в справочниках иногда ошибочно указывают год его смерти 1931-й).
Ни сам Ахтямов. ни его жена сталинским репрессиям не подвергались.

## Семья

Революционерка Юлия Попова, жена Ибрагима Ахтямова (снимок сделан в 1899 или в 1900 году)

- С 1907 года жена — Юлия Попова (1875—1943), дворянка, революционерка (один из псевдонимов — «Елена Петровна»), член РСДРП, несколько раз арестовывалась в царский период, отбывала ссылку, принудительно лечилась в психиатрической больнице; была соратницей Ахтямова, вместе с ним в сентябре 1918 года баллотировалась в Уфимскую городскую думу по меньшевистскому списку[14]. После смерти Ахтямова против Поповой выступал известный уфимский революционер и дворянин Борис Нимвицкий, который безуспешно добивался ее ареста. В начале июня 1941 года Нимвицкий писал наркому социального обеспечения РСФСР Анастасии Гришаковой о Поповой: «весь 1917 год и далее она во главе с мужем Ахтямовым Ибрагимом, лидером местных меньшевиков, возглавляла уфимскую контрреволюцию и была меньшевичкой. В 1918 г. эвакуировалась с белыми в Сибирь». Ахтямова-Попова категорически отвергла обвинения в меньшевизме («меньшевичкой я никогда не была»), при поддержке Михаила Калинина смогла избежать советских репрессий и умерла в 1943 году в Москве[12].
- Отец — присяжный поверенный, депутат Государственной думы Абуссугут Ахтямов[1].
- Старший брат — присяжный поверенный, депутат Государственной думы, эсер Ибниямин Ахтямов (1877—1941)[15]. Историки часто путают Ибниямина и Ибрагима Ахтямовых[2].